# All I See
All I See – singel australijskiej piosenkarki Kylie Minogue, pochodzi z albumu X (z 2007 roku). Utwór napisali Kylie Minogue, John Andersson, Johan Emmoth, Emma Holmgren, Russell Small, Richard „Biff” Stannard i James Wiltshire.

## Listy utworów i formaty
| US Promotional CD single #1 (5099951495428; Released 2008) 1. „All I See” – 3:04 2. „All I See” (Instrumental) – 3:04 US Promotional CD single #2 (5099921376429; Released 2008) 1. „All I See” featuring Mims – 3:51 2. „All I See” – 3:04 | 1. „All I See” (Original dub/++++!'s Sleazy Club Redux dub) – 7:09 2. „All I See” (Original Extended mix/++++!'s Sleazy Club Redux vocal) – 7:12 3. „All I See” (Acoustic version) – 3:15 4. „All I See” (++++!'s Latin House Radio mix) – 3:15 5. „All I See” (++++!'s Latin House vocal) – 7:50 6. „All I See” (++++!'s Latin House dub) – 7:42 7. „All I See” (++++!'s Deep House Radio mix) – 3:22 8. „All I See” (++++!'s Deep House vocal) – 7:31 9. „All I See” (++++!'s Deep House dub) – 7:48 |

## Listy przebojów
| Notowanie (2008 r.)              | Pozycja |
| -------------------------------- | ------- |
| Canadian Hot 100                 | 81      |
| Brazil Dance Club Play           | 3       |
| Romanian Top 100                 | 92      |
| US Billboard Hot Dance Club Play | 3       |